# Simon Schama
Sir Simon Michael Schama (Londra, 13 febbraio 1945) è un saggista e storico dell'arte britannico, professore all'Università Columbia, New York.
Ha pubblicato numerose opere sulla storia e sull'arte come Landscape and Memory, Dead Certainties, Rembrandt's Eyes e Citizens, sulla rivoluzione francese. È noto soprattutto per la sceneggiatura e l'animazione della serie A History of Britain, documentario presentato dalla BBC. Inoltre è stato critico d'arte e culturale per la rivista The New Yorker.

## Biografia
Figlio di seconda generazione di immigranti ebrei con ascendenza lituana e turca, Schama è nato a Londra. A metà degli anni quaranta la famiglia si trasferisce a Southend-on-Sea, Essex prima di tornare a Londra.
Lavora qualche tempo all'università di Cambridge e di Oxford dove si specializza in rivoluzione francese. Scrive il suo primo libro, Patriot and Liberators che ottiene il premio Wolfson History Prize nel 1977.

## Stati Uniti
Nel 1980 accetta un incarico alla cattedra dell'università di Harvard. Nel 1989 pubblica Citizens, scritto velocemente per rispettare un accordo con un editore; esso tratta della Rivoluzione francese, di cui meditava una pubblicazione da diversi anni, e ottiene il «NCR Book Award» nel 1990.
Nel 1991 esce il suo libro Dead Certainties, nel quale descrive legami tra due decessi separati da un centinaio d'anni: quello del generale James Wolfe e di George Parkman.

## BBC
Nel 2000 Schama torna nel Regno Unito, ingaggiato dalla BBC per la produzione di una serie TV/documentario sulla storia del Regno Unito, nell'ambito della celebrazione del millenario.
La serie s'intitola A History of Britain, ed è presentata dallo stesso Schama; con una durata di tre anni, è composta di 15 episodi e descrive la storia britannica fino all'anno 1965. La serie è diventata uno dei più grandi successi in DVD per un documentario della BBC. Schama nel 2001 è insignito dell'Ordine dell'Impero Britannico. Nel 2003 sottoscrive un contratto con BBC e HarperCollins per tre nuovi libri e due serie televisive. Nel 2006 la BBC trasmette Simon Schama: il potere dell'arte, serie, accompagnata da un libro, scritta e presentata dallo stesso Schama. In ognuno degli otto episodi viene presentato un artista attraverso un suo capolavoro: Davide con la testa di Golia di Caravaggio, l'Estasi di Santa Teresa di Bernini, la Congiura di Giulio Civile di Rembrandt, La morte di Marat di David, La nave negriera di Turner, Campo di grano con corvi di van Gogh, la Guernica di Picasso e la serie per il Seagram Building di Rothko. La serie è andata in onda su Rai 5 nel febbraio 2016. Nell'ottobre 2008 la BBC presenta una serie TV in quattro parti dal titolo The American Future: A History, scritta e presentata da Schama.

## Opere
- (EN) Patriots and Liberators: Revolution in the Netherlands 1780-1830, 1977.
- (EN) Two Rothschilds and the Land of Israel, 1978.
- Il disagio dell'abbondanza. La cultura olandese dell'epoca d'oro (The Embarrassment of Riches: An Interpretation of Dutch Culture in the Golden Age, 1987), traduzione di Valeria Sperti, Collana Storia, Milano, Mondadori, 1993, ISBN 978-88-04-36619-5.
- Cittadini. Cronaca della Rivoluzione francese (Citizens: A Chronicle of the French Revolution, 1989), traduzione di Michela Zernitz, Viviana Tonon, Claudio Rosso e Mario Bonini, Collana Storia, Milano, Mondadori, 1989, ISBN 978-88-04-32559-8. - Collana Oscar Storia n. 174, Mondadori, Milano, 1998, ISBN 978-88-04-45936-1.
- Le molte morti del generale Wolfe. Due casi di ambighità storica (Dead Certainties: Unwarranted Speculations, 1991), traduzione di Paola Mazzarelli, Collana Storia, Milano, Mondadori, 1992, ISBN 978-88-04-34593-0.
- Paesaggio e Memoria (Landscape and Memory, 1995), traduzione di Paola Mazzarelli, Collana Storia, Milano, Mondadori, 1997, ISBN 978-88-04-38800-5.
- Gli occhi di Rembrandt (Rembrandt's Eyes, 1999), traduzione di Paola Mazzarelli, Daniela Aragno e Luca Vanni, Collana Storia n.15, Milano, Mondadori, 2000, ISBN 978-88-04-47864-5. - Collana Oscar Baobab. Saggi, Mondadori, 2017, ISBN 978-88-04-67686-7.
- (EN) A History of Britain. Vol. I, 2000, ISBN 0-563-48714-3.
- (EN) A History of Britain. Vol. II, 2001, ISBN 0-563-48718-6.
- (EN) A History of Britain. Vol. III, 2002, ISBN 0-563-48719-4.
- (EN) Hang Ups: Essays on Art, 2005.
- (EN) Rough Crossings, 2005, ISBN 0-06-053916-X.
- Il potere dell'arte. Le opere e gli artisti che hanno cambiato la storia (The Power of Art, 2006), traduzione di Massimo Parizzi, Collana Storia, Milano, Mondadori, 2007, ISBN 978-88-04-57269-5.
- Il futuro dell'America. Una storia dai padri fondatori a Barack Obama (The American Future: A History, 2008), traduzione di Luca Vanni, Collana Saggi, Milano, Mondadori, 2009, ISBN 978-88-04-59259-4.
- La storia degli ebrei. In cerca delle parole. Dalle origini al 1492 (The Story of the Jews, Volume I: Findings the Words, 1000 BCE-1492 CE, 2013), traduzione di Massimo Parizzi, Collezione Le Scie, Milano, Mondadori, 2014, ISBN 978-88-04-64365-4. [I volume della trilogia]
- Il volto di un Impero. L'Inghilterra attraverso i suoi capolavori (The Face of Britain: The Nation Through Its Portraits, 2015), traduzione di Massimo Parizzi, Collezione Le Scie. Nuova serie stranieri, Milano, Mondadori, 2022, ISBN 978-88-047-1424-8.
- La storia degli Ebrei. L'appartenenza. Dal 1492 al 1900 (Belonging: The Story of the Jews 1492-1900), traduzione di Giuliana Lupi, Collezione Le Scie.Nuova serie stranieri, Milano, Mondadori, 2019, ISBN 978-88-047-1437-8. [II volume della trilogia]
- Corpi estranei. Come pandemie e vaccini hanno plasmato la storia (Foreign Bodies: Pandemics, Vaccines, and the Health of Nations, 2023), traduzione di Tullio Cannillo, Collezione Le Scie, Milano, Mondadori, 2024, ISBN 978-88-047-7784-7.

## Documentari televisivi
- Landscape and Memory (1995), in 5 parti
- Rembrandt: The Public Eye and the Private Gaze (1995)
- A History of Britain by Simon Schama – BBC (2000), in 15 parti
- Murder at Harvard – PBS (2003)
- Rough Crossings – BBC (2005)
- Simon Schama's Power of Art – BBC (2006), in 8 parti
- The American Future: A History – BBC (2008), in 4 parti
- Simon Schama's John Donne – BBC (2009)
- Simon Schama's Obama's America – BBC (2009)
- Simon Schama's Shakespeare – BBC (2012)
- The Story of the Jews – BBC (2013), in 5 parti
- Schama on Rembrandt: Masterpieces of the Late Years – BBC (2014)
- The Face of Britain by Simon Schama – BBC (2015), in 5 parti
- Civilisations – BBC (2018), 5 di 9 parti
- The Romantics and Us with Simon Schama – BBC (2020) 3 episodi: Passions of the People; The Chambers of the Mind; Tribes
- Simon Schama's History of Now - BBC (2022) 3 episodi: Truth and Democracy; Equality; The Price of Plenty